# Stephan Schurich
Stephan Schurich (Salzburgo, 14 de septiembre de 1967) es un deportista austríaco que compitió en vela en la clase Flying Dutchman. Ganó una medalla de plata en el Campeonato Mundial de Flying Dutchman de 1993.

## Palmarés internacional
| Campeonato Mundial | Campeonato Mundial    | Campeonato Mundial | Campeonato Mundial |
| Año                | Lugar                 | Medalla            | Clase              |
| ------------------ | --------------------- | ------------------ | ------------------ |
| 1993               | Travemünde (Alemania) | Medalla de plata   | Flying Dutchman    |